# إيغال تالمي
إيغال تالمي ( العبرية : יגאל תלמי) (ولد في 31 يناير 1925) هوعالم إسرائيلي في الفيزياء النووية.
في عام 1965 حصل على جائزة إسرائيل في العلوم الدقيقة، بالاشتراك مع زميله البروفيسور عاموس دي شاليط، لعملهم على «نموذج الصدفة» في الفيزياء النووية.

## سيرة شخصية
ولد إيغال تالمي عام 1925 في كييف بأوكرانيا، التي كانت آنذاك جزءًا من الاتحاد السوفيتي. هاجرت عائلته إلى فلسطين تحت الانتداب البريطاني في وقت لاحق من ذلك العام واستقرت في كفر يحيزكيل. وبعد تخرجه من ثانوية هيرتسيليا في تل أبيب عام 1942، وانضم إلى البلماح.
في عام 1947 حصل على درجة الماجستير في الفيزياء من الجامعة العبرية في القدس تحت إشراف جوليو ركه. في عام 1949 حصل على درجة الدكتوراه من المعهد الفدرالي السويسري للتكنولوجيا في زيورخ في سويسرا تحت إشراف فولفغانغ باولي. من 1952 إلى 1954 كان زميلًا باحثًا في جامعة برينستون، حيث عمل مع يوجين ويغنر.

## العائلة
تزوج من تشانا (كيفيليفيتس) وأنجب طفلان، وهو البروفيسور يوآف تالمي، الحاصل على درجة الدكتوراه في الطب؛ وتمار ديان، بروفيسور في علم الحيوان، والتي تزوجت من الجنرال (ألوف) أوزي دايان.

## مسيرته العلمية
في عام 1954 التحق تالمي إلى معهد وايزمان للعلوم حيث عين أستاذًا للفيزياء عام 1958. وكان أحد مؤسسي قسم الفيزياء النووية في معهد وايزمان. وشغل منصب رئيس قسم الفيزياء النووية (1967-1976) وعميد كلية الفيزياء (1970-1984). وعمل تالمي لسنوات في جامعة برينستون وستانفورد ومعهد ماساتشوستس للتكنولوجيا وجامعة ييل كأستاذ زائر.
وعين تالمي عضواً في الأكاديمية الإسرائيلية للعلوم والإنسانيات منذ عام 1963، وكان رئيسًا لقسم العلوم في الفترة من 1974 إلى 1980. كما عمل في لجنة الطاقة الذرية الإسرائيلية.
بالإضافة إلى أبحاثه العلمية المؤثرة ومحاضراته في المؤتمرات، ألف تالمي أيضًا كتابين كانا بمثابة مرشدين ورفيقين لأجيال من منظري البنية النووية. الأول كتبه مع زميله عاموس دي شاليط، كان الكتاب المرجع الأساسي لنظرية القشرة النووية. والكتاب الثاني كتبه بعد حوالي 30 عامًا، ويعتبر خلاصة وافية شاملة للنتائج والاشتقاقات ذات الصلة.

## الجوائز
- في عام 1962، حصل على جائزة وايزمان من بلدية تل أبيب.
- في عام 1965، حصل على جائزة إسرائيل في العلوم الدقيقة، بالاشتراك مع زميله البروفيسور عاموس دي شاليط، [4] لعملهم على «نموذج الصدفة» في الفيزياء النووية.
- في عام 1971 حصل على جائزة روتشيلد.
- في عام 1972، انتخب زميلاً للجمعية الفيزيائية الأمريكية.
- في عام 2000، حصل على جائزة هانز بيث [9] من الجمعية الفيزيائية الأمريكية.
- في عام 2003، حصل على جائزة إيميت، [10][11] وسلمها له رئيس وزراء إسرائيل.

## كتب
- نظرية الصدفة النووية - بالاشتراك مع عاموس دي شاليط (1963).
- نماذج بسيطة من النوى المعقدة: نموذج الصدفة ونموذج البوزون المتفاعل (1993).